# Del Rey Books
Del Rey Books este o editură americană de literatură științifico-fantastică și literatură fantastică, o parte a grupului editorial Ballantine Books, grup care a fost achiziționat de editura Random House în 1973, ultima parte a Penguin Random House din 2013. Del Rey Books a fost fondat în 1977 de către Lester del Rey și soția sa Judy-Lynn del Rey. A publicat anterior și manga, înainte ca acest gen de lucrări să fie publicate de (acum defuncta) Del Rey Manga.
Primul roman publicat de Del Rey Books a fost Sabia lui Shannara (The Sword of Shannara) de Terry Brooks în 1977. Del Rey a publicat de asemenea romane din franciza Star Wars sub sigla LucasBooks (licențiată de Lucasfilm, o filială a The Walt Disney Studios deținută de The Walt Disney Company).

## Autori și lucrări
- Piers Anthony
- Isaac Asimov
- Stephen Baxter
- Amber Benson
- Ray Bradbury
- Terry Brooks
- Pierce Brown
- Bonnie Burton
- Jack L. Chalker
- Arthur C. Clarke
- James Clemens
- Dan Cragg
- Brian Daley
- Maurice G. Dantec
- Philip K. Dick
- Stephen R. Donaldson
- David Eddings
- Philip José Farmer
- Joe Clifford Faust
- Lynn Flewelling
- Robert L. Forward
- Alan Dean Foster
- Gregory Frost
- Christopher Golden
- James L. Halperin
- Barbara Hambly
- Peter F. Hamilton
- Ward Hawkins
- Kevin Hearne
- Robert A. Heinlein
- Robert E. Howard
- Robert Don Hughes
- J. Gregory Keyes
- Rosemary Kirstein
- Katherine Kurtz
- H. P. Lovecraft
- James Luceno
- Anne McCaffrey
- Donald E. McQuinn
- China Miéville
- Elizabeth Moon
- Sylvain Neuvel
- Robert Newcomb
- Larry Niven
- John Norman
- Naomi Novik
- Frederik Pohl
- Michael Poore
- Christopher Rowley
- David Sherman
- Scott Sigler
- Lucy A. Snyder
- Michael J. Sullivan
- J. R. R. Tolkien
- Harry Turtledove
  - Seria Worldwar

### Lucrări
2020
- Mexican Gothic
- Devolution
- Ink and Sigil
- Blight and Blackwings

## Serii
Batman
Trilogie bazată pe personajul Dark Knight
1. Batman: Dead White (roman din 2006) de John Shirley
2. Batman: Inferno (roman din 2006) de Alex Irvine
3. Batman: Fear Itself (roman din 2007) de Michael Reaves și Steven-Elliot Altman

Dragonriders of Pern
Douăzeci și trei de romane Dragonriders of Pern de Anne McCaffrey și Todd McCaffrey începând cu prima ediție a celui de-al treilea roman—The White Dragon (1978)—și reeditările primelor două romane.
Ghosts of Albion
Accursed (roman din 2005) de Amber Benson și Christopher Golden
Witchery (roman din 2006) de Amber Benson și Christopher Golden
God of War
1. God of War (nuvelizare din 2010) de Matthew Stover și Robert E. Vardeman
2. God of War II (nuvelizare din 2013) de Robert E. Vardeman

Halo
1. Halo: The Fall of Reach (roman din 2001) de Eric Nylund
2. Halo: The Flood (roman din 2003) de William C. Dietz
3. Halo: First Strike (roman din 2003) de Eric Nylund

Robotech
Douăzeci și unu de romane Robotech (1987–1996) de James Luceno și Brian Daley
Shannara
Unsprezece (și urmează alte) romane Shannara de Terry Brooks
Spider-Man
1. Spider-Man (nuvelizare din 2002) de Peter David
2. Spider-Man 2 (nuvelizare din 2004) de Peter David
3. Spider-Man 3 (nuvelizare din 2007) de Peter David

Southern Victory
Unsprezece romane Southern Victory (1997–2007) de Harry Turtledove
Star Wars
Many Star Wars novels de diverși autori.
Tarzan
Time's Last Gift (ediția revizuită din 1977) de Philip José Farmer
Tarzan: The Epic Adventures (1996) de R. A. Salvatore
The Dark Heart of Time (iunie 1999) de Philip José Farmer
X-Men
1. X-Men (nuvelizare din 2000) de Kristine Kathryn Rusch și Dean Wesley Smith
2. X-Men 2 (nuvelizare din 2003) de Chris Claremont
3. X-Men: The Last Stand (nuvelizare din 2006) de Chris Claremont

## Legături externe
- Del Rey on Random House Books
- Del Rey Books la Wookieepedia: un wiki Războiul stelelor

## Vezi și
- Categorie:Cărți Del Rey Books
- Baen Books
- Pocket Books‎
- Listă de edituri de literatură științifico-fantastică
- Listă de edituri de literatură fantastică
- 1977 în științifico-fantastic